# Leimbach (Ahrweiler)
Leimbach (Ahrweiler) é um município da Alemanha localizada no distrito de Ahrweiler, na associação municipal de Verbandsgemeinde Adenau, no estado da Renânia-Palatinado.